# Музеї Бахчисарайського району

## Бахчисарай
| Назва                                                                                       | Місцезнаходження                  | Короткий опис | Зображення |
| ------------------------------------------------------------------------------------------- | --------------------------------- | --- | ---------- |
| Бахчисарайський державний історико-культурний заповідник                                    | Бахчисарай, вул. Річна, 133       | Музей розміщений у колишньому ханському палаці — унікальний архітектурний пам'ятник XVI—XVIII століть. До 1955 року в палаці було два самостійні музеї: художньо-історичний палац-музей (засновано 1917 року) та музей «печерних» міст (створено 1940 року). 1955 року їх об'єднали в Бахчисарайський історико-археологічний (з 1979 року Бахчисарайський історико-архітектурний) музей. Велику частину споруд палацу відреставровано в 1960—1980-ті роки. |            |
| Музей історії і культури кримських татар                                                    | Бахчисарай, вул. Річна, 133       | |            |
| Музей археології і печерних міст                                                            | Бахчисарай, вул. Річна, 133       | |            |
| Бахчисарайський художній музей                                                              | Бахчисарай, вул. Річна, 133       | Відкриття музею відбулося 8 липня 1996 року. Цьому передувала п'ятирічна робота з реставрації та пристосуванню будівлі, збору та підготовки експонатів і створення експозиції. Колекція Художнього музею в основному створювалася в 1940-ві—1950-ті роки, після закінчення радянсько-німецької війни, і формувалася з майна Ханського палацу, творів російської та української дореволюційної класики і сучасного мистецтва, що надійшли з центральних музеїв Москви, Ленінграда, Києва, кримських музеїв міст Сімферополя, Севастополя, Алупки, а також приватних зібрань. |            |
| Меморіальний будинок-музей І. Гаспринського                                                 | Бахчисарай, вул. Річна, 133       | Музей кримськотатарського письменника, вченого, державного діяча Ісмаїла Гаспринського. Відкрито 21 березня 2001 року. |            |
| Будинок-музей О. В. Нагаєвської і О. Г. Ромма                                               | Бахчисарай, вул. Східна, 11       | В музеї зберігається художній і меморіальний спадок художників і мистецтвознавців Олени Нагаєвської і Олександра Ромма. Тут збережена обстановка, що оточувала їх при житті, зібрані картини, архівні матеріали, мистецтвознавські дослідження, щоденники. |            |
| Бахчисарайський районний музей партизанської слави                                          | Бахчисарай, вул. Совєтська, 7     | Відкрито 1985 року |            |
| Музей історії Бахчисарайського будівельного технікуму                                       | Бахчисарай, вул. Карла Маркса, 11 | Відкрито 1971 року |            |
| Музей історії дитячого руху при Бахчисарайському центрі дитячого та юнацького руху і спорту | Бахчисарай, вул. Леніна, 67       | Відкритий у 1981 році |            |

## Бахчисарайський район
| Назва                                                  | Місцезнаходження                                 | Короткий опис | Зображення |
| ------------------------------------------------------ | ------------------------------------------------ | --- | ---------- |
| Музей віслюка                                          | Залісне                                          | Музей відкритий в черешневому саду поруч із віслючою фермою. Експозиція музею розміщена у великому наметі. Музей має понад 100 експонатів, серед них: ослячі підківки, упряж, вуздечки, вирізана з дерева 60 років тому голова ослика, старі глеки і гармата, які возили на собі віслюки.                                     |            |
| Музей тютюну                                           | Табачне                                          | |            |
| Геологічний музей Московського державного університету | Прохладне                                        | Відкрито 1967 року |            |
| Музей історії радгоспу імені В. П. Чкалова             | Поштове                                          | Музей відкрився 1970 року до 50-річчя радгоспу і розповідає про історію цього передового господарства. В експозиції представлено документи, фотографії, нагороди, особисті речі трудових династій радгоспу. Серед них експозиційні розділи, присвячені Героям Соціалістичної Праці — Миколі Гржибовському і Софії Пілявській. |            |
| Квартира-музей академіка Андрія Сєверного              | Научний, Кримська астрофізична обсерваторія      | Відкрито 1991 року |            |
| Рідне село                                             | поблизу села Красний Мак на березі річки Бельбек | Приватний музей просто неба. Відкрито 2000 року |            |